# 黒田晴彦
もしかして
- 黒田東彦

ではありませんか？